# ジーン・マーシュ
ジーン・マーシュ（Jean Lyndsey Torren Marsh, OBE, 1934年7月1日 - 2025年4月13日）は、イギリスの女優、作家である。 
2025年4月13日、認知症の合併症によりロンドンの自宅で死去。90歳没。

## 主な出演映画
- The Limping Man (1953) - The Landlady's Daughter
- クレオパトラ (1963) - Octavia
- Unearthly Stranger (1964) - Miss Ballard
- フレンジー (1972) - モニカ・バーリング
- Dark Places (1973) - Victoria
- 鷲は舞いおりた (1976) - Joanna Grey
- ハワイ5-0 (1978) Episode: "The Miracle Man" - Sister Harmony
- チェンジリング (1980) - ジョアンナ・ラッセル
- オズ (1985) - モンビ王女/ウィルソン看護士
- ウィロー (1988) - バヴモーダ女王
- Monarch (2000) - The Queens
- The Heavy (2010) - Mrs. Mason